# كيراس (مكتبة شبكات عصبونية)
كيراس (بالإنجليزية Keras) هي مكتبة شبكات عصبونية مفتوحة المصدر مكتوبة بلغة بايثون . يمكن أن تعمل بالاعتماد على تنسرفلو ، أدوات ميكروسوفت الإدراكية ، لغة آر ، Theano ، أو PlaidML . صُمّمت لتمكين إجراء التجارب على الشبكات العصبية العميقة بشكل سريع، وهي تركز على أن تكون سهلة الاستخدام ومرنة وقابلة للتوسيع. تم تطويرها كجزء من الجهد البحثي لمشروع ONEIROS (نظام تشغيل الروبوت الذكي العصبي الإلكتروني المفتوح) ،  ومنشئها الرئيسي ومسؤول صيانتها هو فرانسوا شوليه ، أحد مهندسي جوجل . شوليه هو مبتكر نموذج الشبكات العصبية العميقة المسمى XCeption.
في عام 2017 ، قرر فريق تنسرفلو من جوجل إضافة دعم كيراس في مكتبة تنسرفلو الأساسية. أوضح شوليه أن كيراس قد تم تصميمها لتكون واجهة برمجية بدلاً من إطار مستقل للتعلم الآلي. تقدم كيراس مجموعة من المستويات الأعلى وأكثر بديهية من التجريدات التي تجعل من السهل تطوير نماذج التعلم العميق بغض النظر عن الخلفية المستخدمة لتنفيذ العمليات الحسابية (سواء كانت تنسرفلو أو غيرها). أضافت ميكروسوفت أيضًا واجهة خلفية مبنية على أدوات ميكروسوفت الإدراكية CNTK إلى كيراس ، وهي متوفرة اعتبارًا من CNTK الإصدار 2.0.

## الميزات
تحتوي كيراس على نماذج جاهزة للعديد من المكونات الأساسية المستخدمة في بناء الشبكات العصبونية مثل الطبقات، دوال الهدف، دوال التنشيط، وسائل التحسين، ومجموعة من الأدوات لجعل العمل مع بيانات الصور والنصوص أسهل لتبسيط ما يلزم من كتابة الأكواد المطلوبة لبرمجة شبكة عصبية عميقة.
أكواد مشروع كيراس متاحة على GitHub ، وتشمل منتديات الدعم المجتمعية صفحة مشكلات GitHub وقناة للتواصل على منصة Slack.
بالإضافة إلى الشبكات العصبية القياسية ، تدعم كيراس الشبكات العصبية الالتفافية CNN والتكرارية RNN . وتدعم كذلك بعض أنواع الطبقات المساعدة العامة مثل التسرب ، وتطبيع الدفعات ، والتجميع .
تتيح كيراس للمستخدمين إنتاج نماذج شبكات عصبونية عميقة على الهواتف الذكية ( iOS وAndroid ) أو على الويب أو على آلة جافا الافتراضية . كما تسمح باستخدام التدريب الموزع لنماذج التعلم العميق على عناقيد من وحدات معالجة الرسومات (GPU) ووحدات معالجة الموتر (TPU) بشكل أساسي بالاشتراك مع CUDA .

## الشعبية
أعلنت كيراس تحقيق أكثر من 250،000 مستخدم فردي اعتبارًا من منتصف 2018. كانت كيراس الأداة العاشرة الأكثر استشهادًا في استطلاع برمجيات KDnuggets 2018 وسجلت استخدامًا بنسبة 22٪.